# 德米特里耶夫區

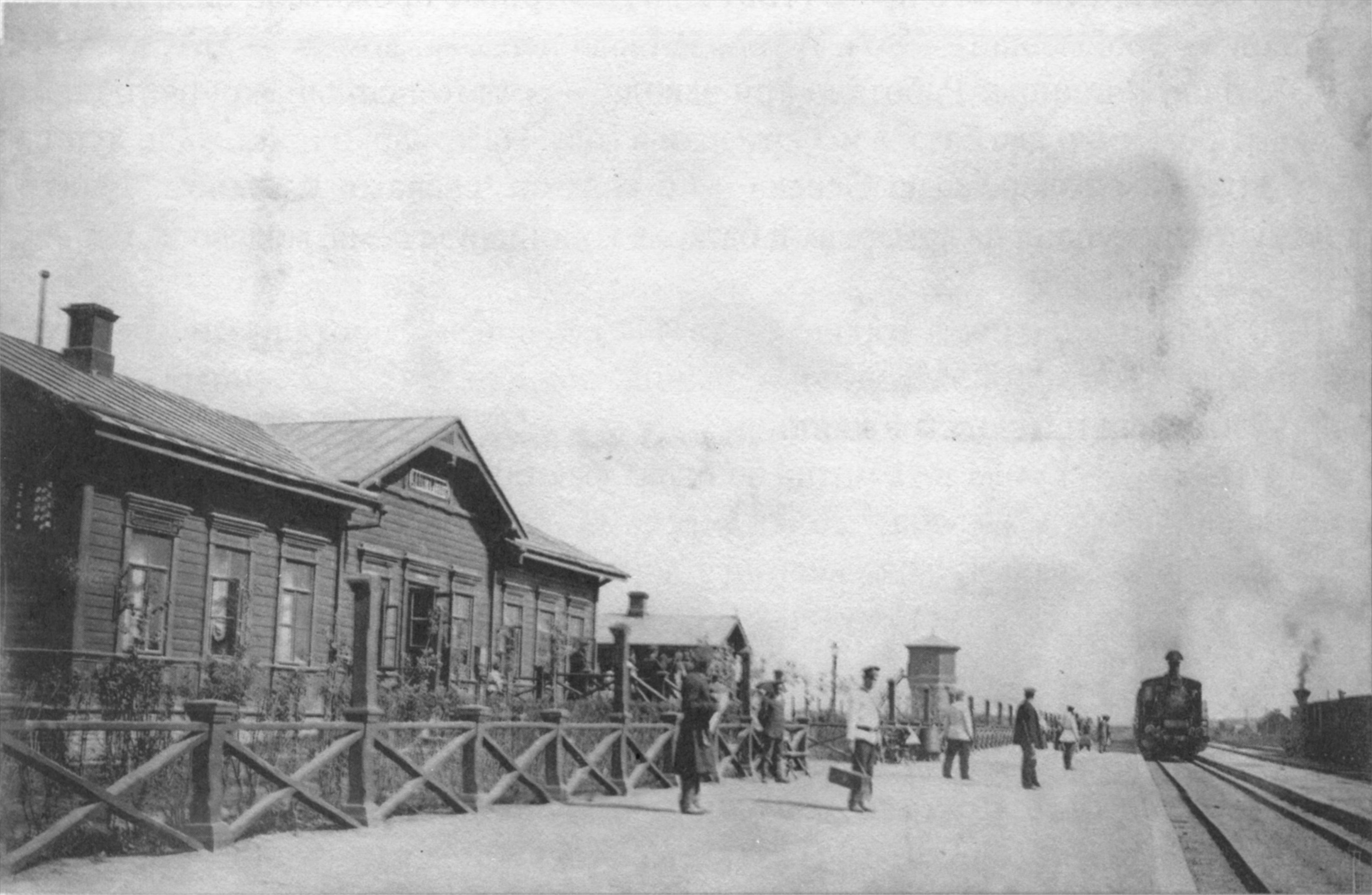

52°07′N 35°04′E / 52.117°N 35.067°E
德米特里耶夫區（俄语：Дмитриевский район），是俄羅斯的一個區，位於該國西部，由庫爾斯克州負責管轄，面積1,270平方公里，2010年人口18,088，人口密度每平方公里14.24人。